# Pulsar

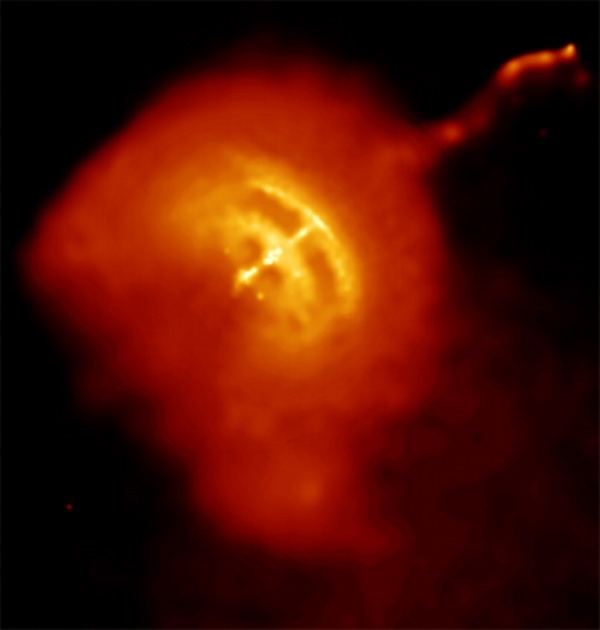
Immagine ai raggi X della Pulsar delle Vele

Leffetto faro nell'emissione di radiazione da parte di una pulsar

Una pulsar, nome che stava originariamente per sorgente radio pulsante (dall'inglese pulsating star, sulla base dello stesso schema usato per la parola quasar), è una delle possibili manifestazioni astronomiche delle stelle di neutroni. Nelle prime fasi della sua formazione, in cui ruota molto velocemente, la sua radiazione elettromagnetica in coni ristretti è osservata come impulsi emessi a intervalli estremamente regolari. Nel caso di pulsar ordinarie, la loro massa è comparabile a quella del Sole, ma è compressa in un raggio di una decina di chilometri, quindi la loro densità è enorme. Il fascio di onde radio emesso dalla stella è causato dall'azione combinata del campo magnetico e della rotazione.
Le pulsar si formano quando una stella esplode come supernova II, mentre le sue regioni interne collassano in una stella di neutroni congelando e ingigantendo il campo magnetico originario. La velocità di rotazione alla superficie di una pulsar è variabile e dipende dal numero di rotazioni al secondo sul proprio asse e dal suo raggio. Nel caso di pulsar con emissioni a frequenze del chilohertz, la velocità superficiale può arrivare a essere una frazione significativa della velocità della luce, a velocità di 70000 km/s.

## Storia

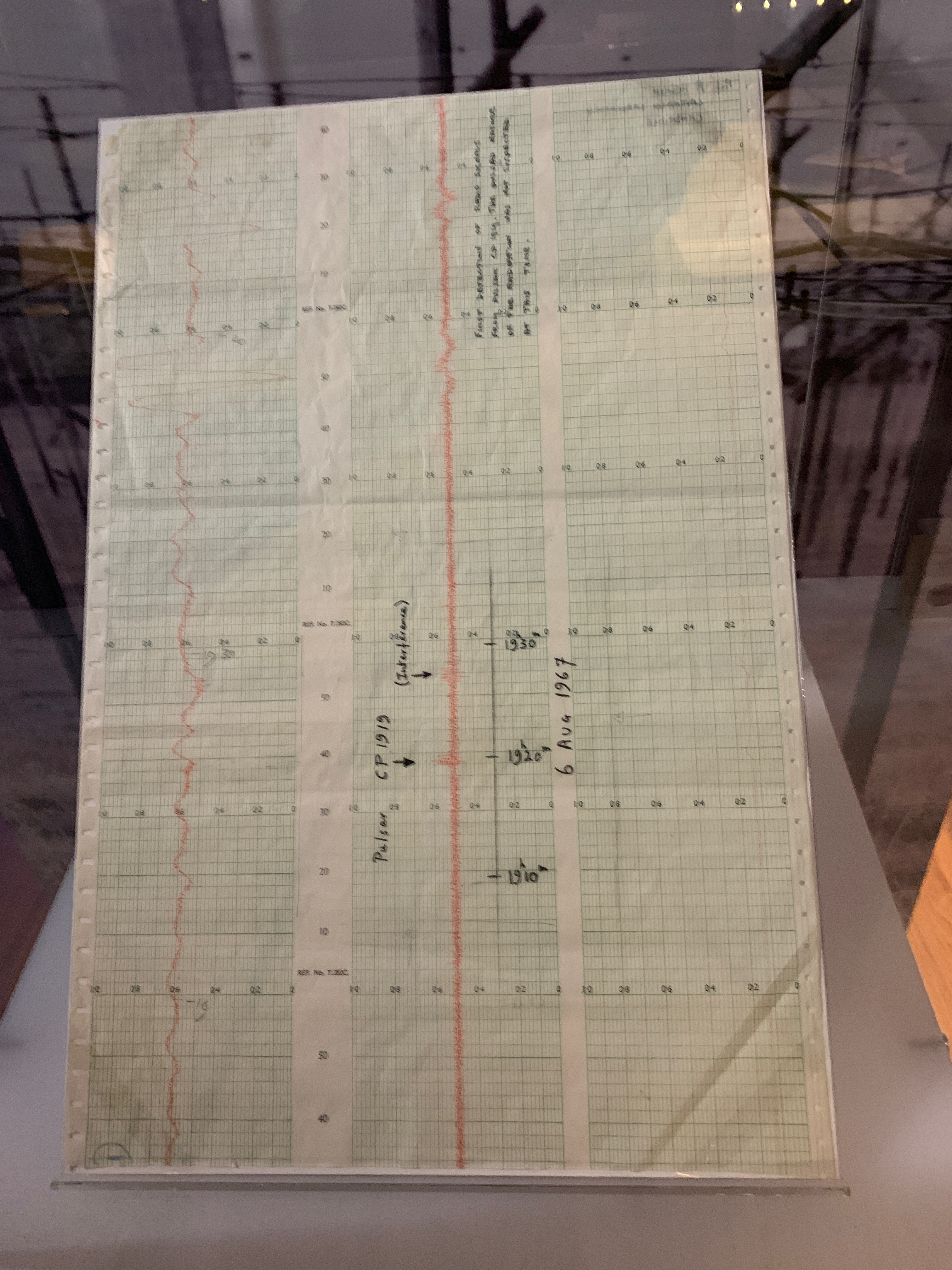
Il grafico originale su cui Jocelyn Bell riconobbe l'evidenza di una pulsar. Il grafico è esposto alla Cambridge University Library.

Le pulsar furono scoperte da Jocelyn Bell sotto la direzione di Antony Hewish nel 1967, mentre stavano usando un primordiale radiotelescopio che all'epoca era costituito da un semplice campo di pali verticali collegati l'un l'altro da cavo conduttore, per studiare la scintillazione delle quasar. Trovarono invece un segnale molto regolare, consistente in un impulso di radiazione ogni pochi secondi. L'origine terrestre del segnale fu esclusa, perché il tempo che l'oggetto impiegava ad apparire era in sincronia con il giorno siderale invece che con il giorno solare e la potenza emessa era di ordini di grandezza superiore a quella producibile artificialmente. La scoperta fu resa nota con un articolo pubblicato da Nature a febbraio 1968. e premiata con un Nobel nel 1974, che fu però assegnato al solo Hewish. Bell riceverà 44 anni dopo lo Special Breakthrough Prize con un premio in denaro di 3 milioni di dollari.
Il nome originale dell'oggetto fu "LGM" (Little Green Men, piccoli omini verdi) perché qualcuno scherzò sul fatto che, essendo così regolari, potessero essere segnali trasmessi da una qualche forma di vita extraterrestre. Dopo molte speculazioni, una spiegazione più prosaica fu trovata in una stella di neutroni, un oggetto fino ad allora solo ipotizzato, e oggi la prima pulsar scoperta è ufficialmente nota come PSR B1919+21.
Negli anni 1970-1980, fu scoperta una nuova categoria di pulsar: le pulsar superveloci, o pulsar millisecondo che, come indica il loro nome, hanno un periodo di pochi millisecondi invece che di secondi o più e risultano essere molto antiche, frutto di un processo evolutivo lungo.
Nel 2003 viene individuata da un team di ricercatori internazionali tra cui gli italiani Marta Burgay, Andrea Possenti e Nicolò D'Amico presso il radiotelescopio di Parkes, in Australia, la prima "pulsar doppia" ovvero due stelle pulsar che orbitano una attorno all'altra, in un sistema binario. In quest'ultimo caso, la grandissima precisione degli impulsi ha permesso agli astronomi di calcolare la perdita di energia orbitale del sistema, si pensa dovuta all'emissione di onde gravitazionali. L'esatto ammontare di questa perdita di energia è in buon accordo con le equazioni della relatività generale di Einstein.

## Teoria
Il modello di pulsar generalmente accettato, e raramente messo in discussione, è quello del rotatore obliquo. Spiega le osservazioni con un fascio di radiazioni che punta nella nostra direzione una volta per ogni rotazione della stella di neutroni. L'origine del fascio rotante è legato al disallineamento tra l'asse di rotazione e l'asse del campo magnetico della pulsar, analogamente a quanto si osserva sulla Terra. Il fascio è emesso dai poli magnetici della pulsar, che possono essere separati dai poli di rotazione di un angolo anche ampio. Questo angolo rende il comportamento dei fasci simile a quello di un faro. La sorgente di energia dei fasci è l'energia rotazionale della stella di neutroni, la quale rallenta lentamente la propria rotazione per alimentare i fasci. Le pulsar millisecondo sono state probabilmente accelerate dal momento angolare posseduto da una materia esterna caduta su di esse, proveniente da una vicina stella compagna in un sistema binario mediante il meccanismo del trasferimento di massa. Anche le pulsar millisecondo, però, rallentano costantemente la propria rotazione.
L'osservazione di eventuali glitch è di interesse per lo studio dello stato della materia nelle stelle di neutroni. Un glitch è un improvviso aumento della velocità di rotazione (che viene osservato come un'improvvisa riduzione dell'intervallo tra gli impulsi). Per lungo tempo si è creduto che tali glitch derivassero da "stellemoti" dovuti ad aggiustamenti della crosta superficiale della stella di neutroni. Oggi esistono anche modelli alternativi, che spiegano i glitch come fenomeni legati alla presenza di superconduttività all'interno della stella. Una simile spiegazione in termini di superfluidità potrebbe anche spiegare un altro fenomeno legato alla rotazione delle pulsar, il timing noise.
Nel 2003, le osservazioni della pulsar della Nebulosa del Granchio ha rivelato "sotto-impulsi", sovrapposti al segnale principale, con una durata di pochi nanosecondi. Si pensa che impulsi così stretti possano essere emessi da regioni della superficie della pulsar con un diametro massimo di 60 centimetri, rendendo queste regioni le più piccole strutture mai misurate all'esterno del sistema solare.

## Importanza
La scoperta delle pulsar ha confermato l'esistenza di stati della materia prima solo ipotizzati, come la stella di neutroni, e impossibili da riprodurre in laboratorio a causa delle alte energie necessarie, gravitazionali e no. Questo tipo di oggetti è l'unico in cui è possibile osservare il comportamento della materia a densità nucleari, anche se solo indirettamente. Inoltre, le pulsar millisecondo hanno consentito un nuovo test della relatività generale in condizioni di forti campi gravitazionali.
Grazie alle pulsar, è stata possibile la scoperta del primo pianeta extrasolare, e successivamente di altri dieci.
Sono in corso studi per verificare la fattibilità di utilizzare le pulsar millisecondo per determinare con precisione la posizione di un oggetto che si muove a migliaia di chilometri all'ora nello spazio profondo e utilizzarle in futuro per missioni spaziali robotiche.